# Ormia rosenoi
Ormia rosenoi är en tvåvingeart som beskrevs av Tavares 1965. Ormia rosenoi ingår i släktet Ormia och familjen parasitflugor. Inga underarter finns listade i Catalogue of Life.